# Comté de Hampshire (Virginie-Occidentale)
Pour les articles homonymes, voir Hampshire et Comté de Hampshire.
 (décembre 2023).
Si vous disposez d'ouvrages ou d'articles de référence ou si vous connaissez des sites web de qualité traitant du thème abordé ici, merci de compléter l'article en donnant les références utiles à sa vérifiabilité et en les liant à la section « Notes et références ».
Le comté de Hampshire est un comté des États-Unis situé dans l’État de Virginie-Occidentale. En 2013, la population était de 23 445 habitants. Son siège est Romney, ville la plus ancienne de l’État. Le comté du Hampshire a été créé par l’Assemblée générale de la Virginie le 13 décembre 1753 à partir des comtés de Frederick et d'Augusta (en Virginie). C’est le comté le plus ancien de Virginie-Occidentale. Il tient son nom du Hampshire, en Angleterre.

## Villes
- Capon Bridge
- Romney

## Communautés non incorporées
| - Augusta - Barnes Mill - Bloomery - Blues Beach - Bubbling Spring - Capon Lake - Capon Springs - Capon Springs Station - Cold Stream - Creekvale - Davis Ford - Delray - Dillons Run - Donaldson - Forks of Cacapon - Frenchburg - Glebe - Good - Grace - Green Spring - Hainesville - Hanging Rock | - Higginsville - High View - Hooks Mills - Hoy - Intermont - Jericho - Junction - Kirby - Largent - Lehew - Levels - Little Cacapon - Loom - Mechanicsburg - Millbrook - Millen - Millesons Mill - Neals Run - Nero - North River Mills - Okonoko - Pancake | - Pin Oak - Pleasant Dale - Points - Purgitsville - Rada - Raven Rocks - Ridgedale - Rio - Ruckman - Sector - Sedan - Shanks - Shiloh - Slanesville - South Branch Depot - Springfield - Three Churches - Vance - Vanderlip - Wappocomo - Woodrow - Yellow Spring |